# Anlage 1 zur Bundesartenschutzverordnung
Die Anlage 1 zur Bundesartenschutzverordnung nennt speziell in Deutschland geschützte Pflanzen und Tiere.
Über die in der Anlage 1 der BArtSchV erwähnten Arten hinaus sind in Deutschland laut § 7 Abs. 2 Nr. 13 bzw. 14 des Bundesnaturschutzgesetzes (BNatSchG), auch Arten besonders oder streng geschützt (im Sinne des § 44), die
- in der EG -Artenschutzverordnung Anhang A oder B,
- Richtlinie 92/43/EWG (FFH-Richtlinie), Anhang IV (vgl. dazu Arten von gemeinschaftlichem Interesse),

oder der
- EG – Vogelschutzrichtlinie

gelistet sind.

## Liste der nach BArtSchV geschützten Tiere
Alle streng geschützten Arten sind außerdem auch besonders geschützt (§ 7 Abs. 2 Nummer 14 Bundesnaturschutzgesetz).
Informationen zu geschützten Tierarten gibt es beim Bundesamt für Naturschutz.

### Säugetiere

#### Streng geschützte Säugetiere
- Microtus bavaricus Bayerische Kleinwühlmaus
- Cricetus cricetus Feldhamster

#### Besonders geschützte Säugetiere
- Crocidura suaveolens ariadne Kretische Gartenspitzmaus
- Crocidura suaveolens cypria Zypriotische Gartenspitzmaus
- Desmana moschata Russischer Desman
- Gazella subgutturosa Kropfgazelle
- Gulo gulo 1) Vielfraß
- Mesocricetus newtoni Rumänischer Hamster
- Ovibos moschatus Moschusochse
- Phoca hispida ladogensis Ringelrobbe – nur die Unterart ladogensis
- Spalax graecus Bukowinische Blindmaus
- Vormela peregusna Tigeriltis
- Mammalia spp. 2) 3) 4) Säugetiere – alle heimischen Arten, soweit nicht im Einzelnen aufgeführt, mit Ausnahme von:
  - Arvicola terrestris Schermaus
  - Clethrionomys glareolus Rötelmaus
  - Microtus agrestis Erdmaus
  - Microtus arvalis Feldmaus
  - Mus musculus Hausmaus
  - Mustela vison Amerikanischer Nerz
  - Myocastor coypus Nutria
  - Nyctereutes procyonoides Marderhund
  - Ondatra zibethicus Bisamratte
  - Procyon lotor Waschbär
  - Rattus norvegicus Wanderratte
  - Rattus rattus Hausratte

1) Nur europäische wild lebende Populationen.

2) Ausgenommen die nach § 2 Abs. 1 BJagdG dem Jagdrecht unterliegenden Arten.

3) Ausgenommen die nach § 7 Absatz 2 Nummer 13 Buchstabe b Doppelbuchstabe aa des Bundesnaturschutzgesetzes geschützten Arten und Unterarten.

4) Ausgenommen die nach § 7 Absatz 2 Nummer 13 Buchstabe a des Bundesnaturschutzgesetzes geschützten Arten.

### Vögel
Aves Vögel

#### Streng geschützte Vögel
- Acrocephalus arundinaceus 5) Drosselrohrsänger
- Acrocephalus paludicola 5) Seggenrohrsänger
- Acrocephalus schoenobaenus 5) Schilfrohrsänger
- Actitis hypoleucos 5) Flussuferläufer
- Alcedo atthis 5) Eisvogel
- Alectoris gaeca 5) Steinhuhn
- Alectoris rufa 5) Rothuhn
- Anthus campestris 5) Brachpieper
- Ardea purpurea 5) Purpurreiher
- Arenaria interpres 5) Steinwälzer
- Aytha nyroca Moorente
- Botaurus stellaris 5) Rohrdommel
- Burhinus oedicnemus 5) Triel
- Calidris alpina 5) Alpenstrandläufer
- Caprimulgus europaeus 5) Ziegenmelker
- Carpodacus erythrinus 5) Karmingimpel
- Charadrius alexandrinus 5) Seeregenpfeifer
- Charadrius dubius 5) Flussregenpfeifer
- Charadrius hiaticula 5) Sandregenpfeifer
- Chlidonias leucopterus 5) Weißflügelseeschwalbe
- Chlidonias niger 5) Trauerseeschwalbe
- Ciconia ciconia 5) Weißstorch
- Coracias garrulus 5) Blauracke
- Crex crex 5) Wachtelkönig
- Cygnus cygnus 5) Singschwan
- Dendrocopos leucotos 5) Weißrückenspecht
- Dendrocopos medius 5) Mittelspecht
- Dryocopus martius 5) Schwarzspecht
- Emberiza calandra 5) Grauammer
- Emberiza cia 5) Zippammer
- Emberiza cirlus 5) Zaunammer
- Emberiza hortulana 5) Ortolan
- Eudromias morinellus 5) Mornellregenpfeifer
- Ficedula albicollis 5) Halsbandschnäpper
- Ficedula parva 5) Zwergschnäpper
- Fratercula arctica 5) Papageitaucher
- Fulmarus glacialis 5) Eissturmvogel
- Galerida cristata 5) Haubenlerche
- Gallinago gallinago 5) Bekassine
- Gallinago media 5) Doppelschnepfe
- Gallinula chloropus 5) Teichhuhn
- Gavia immer 5) Eistaucher
- Gelochelidon nilotica 5) Lachseeschwalbe
- Himantopus himantopus 5) Stelzenläufer
- Hydrobates pelagicus 5) Sturmschwalbe
- Ixobrychus minutus 5) Zwergdommel
- Jynx torquilla 5) Wendehals
- Lanius excubitor 5) Nördlicher Raubwürger
- Lanius minor 5) Schwarzstirnwürger
- Lanius senator 5) Rotkopfwürger
- Limosa limosa 5) Uferschnepfe
- Locustella luscinioides 5) Rohrschwirl
- Lullula arborea 5) Heidelerche
- Luscinia svecica 5) Blaukehlchen
- Lymnocryptes minimus 5) Zwergschnepfe
- Merops apiaster 5) Bienenfresser
- Monticola saxatilis 5) Steinrötel
- Numenius arquata 5) Großer Brachvogel
- Nycticorax nycticorax 5) Nachtreiher
- Oceanodroma leucorhoa 5) Wellenläufer
- Petronia petronia 5) Steinsperling
- Phalaropus lobatus 5) Odinshühnchen
- Philomachus pugnax 5) Kampfläufer
- Phylloscopus bonelli 5) Berglaubsänger
- Picoides tridactylus 5) Dreizehenspecht
- Picus canus 5) Grauspecht
- Picus viridis 5) Grünspecht
- Plegadis falcinellus 5) Sichler
- Pluvialis apricaria 5) Goldregenpfeifer
- Podiceps auritus 5) Ohrentaucher
- Podiceps grisegena 5) Rothalstaucher
- Podiceps nigricollis 5) Schwarzhalstaucher
- Porzana parva 5) Kleines Sumpfhuhn
- Porzana porzana 5) Tüpfelsumpfhuhn
- Porzana pusilla 5) Zwergsumpfhuhn
- Ptyonoprogne rupestris 5) Felsenschwalbe
- Recurvirostra avosetta 5) Säbelschnäbler
- Riparia riparia 5) Uferschwalbe
- Serinus citrinella 5) Zitronengirlitz
- Sterna albifrons 5) Zwergseeschwalbe
- Sterna caspia 5) Raubseeschwalbe
- Sterna dougallii 5) Rosenseeschwalbe
- Sterna hirundo 5) Fluss-Seeschwalbe
- Sterna paradisaea 5) Küstenseeschwalbe
- Sterna sandvicensis 5) Brandseeschwalbe
- Sylvia nisoria 5) Sperbergrasmücke
- Tetrao tetrix Birkhuhn
- Tetrao urogallus Auerhuhn
- Tringa glareola 5) Bruchwasserläufer
- Tringa ochropus 5) Waldwasserläufer
- Tringa stagnatilis 5) Teichwasserläufer
- Tringa totanus 5) Rotschenkel
- Upupa epops 5) Wiedehopf
- Vanellus vanellus 5) Kiebitz

#### Besonders geschützte Vögel
- Cathartes aura Truthahngeier
- Cathartes burrovianus Savannen-Gelbkopfgeier
- Cathartes melambrotus Wald-Gelbkopfgeier
- Coragyps atratus Rabengeier

5) Besonders geschützte Art auf Grund § 7 Absatz 2 Nummer 13 Buchstabe b Doppelbuchstabe bb des Bundesnaturschutzgesetzes.

### Kriechtiere (Reptilien)
Reptilia Kriechtiere (Reptilien)

#### Streng geschützte Kriechtiere
- Lacerta bilineata Westliche Smaragdeidechse
- Vipera aspis Aspisviper

#### Besonders geschützte Kriechtiere
- Lacerta clarkorum (heute Darevskia clarkorum) Clarks Felseneidechse
- Lacerta parva Zwergeidechse
- Lacerta princeps (heute Timon princeps) Zagros-Eidechse
- Natrix megalocephala Großkopf-Ringelnatter
- Natrix natrix 3) Ringelnatter
- Rafetus euphraticus Euphrat-Weichschildkröte
- Vipera albizona (heute Monitivipera albizona, möglicherweise Unterart von Montivipera bulgardaghica)
- Vipera barani Barans Viper
- Vipera lebetina Levanteotter
- Vipera pontica Pontische Viper (taxonomisch umstrittene Art, nur wenige Individuen bekannt, vermutlich Hybride zwischen Vipera kaznakovi und Vipera ammodytes)
- Reptilia spp. 3) 4) Reptilien – alle europäischen Arten, soweit nicht im Einzelnen aufgeführt.

3) Ausgenommen die nach § 7 Absatz 2 Nummer 13 Buchstabe b Doppelbuchstabe aa des Bundesnaturschutzgesetzes geschützten Arten und Unterarten.

4) Ausgenommen die nach § 7 Absatz 2 Nummer 13 Buchstabe a des Bundesnaturschutzgesetzes geschützten Arten.

### Geschützte Lurche (Amphibien)
Amphibia Lurche (Amphibien)

#### Besonders geschützte Lurche
- Bombina orientalis Chinesische Rotbauchunke
- Hyla savignyi Kleinasiatischer Laubfrosch
- Neurergus crocatus Urmia-Molch
- Neurergus strauchi Türkischer Bergbachmolch
- Pelodytes caucasicus Kaukasischer Schlammtaucher
- Rana holtzi (taxonomisch umstritten, möglicherweise Unterart oder Synonym von Rana macrocnemis)
- Amphibia spp. 3) 4) Amphibien – alle europäischen Arten

3) Ausgenommen die nach § 7 Absatz 2 Nummer 13 Buchstabe b Doppelbuchstabe aa des Bundesnaturschutzgesetzes geschützten Arten und Unterarten.

4) Ausgenommen die nach § 7 Absatz 2 Nummer 13 Buchstabe a des Bundesnaturschutzgesetzes geschützten Arten.

### Geschützte Fische und Rundmäuler
Pisces Fische und Cyclostomata Rundmäuler

#### Besonders geschützte Fische und Rundmäuler
- Aphanius fasciatus 6) Zebrakärpfling
- Aphanius iberus 6) Spanienkärpfling
- Carcharodon charcharias 6) Weißer Hai
- Lethenteron zanandreai 6) Oberitalienisches Neunauge
- Mobula mobular 6) Teufelsrochen
- Petromyzontidae spp. Neunaugen – alle heimischen Arten
- Pomatoschistus canestrinii 6) (heute Ninnigobius canestrinii)
- Pomatoschistus tortonesei 6)
- Umbra krameri Hundsfisch
- Valencia letourneuxi

6) Nur Population des Mittelmeeres.

### Geschützte Insekten
Insecta Insekten

#### Schmetterlinge
Lepidoptera Schmetterlinge (Falter/Schuppenflügler)

##### Streng geschützte Schmetterlinge
- Acontia lucida Malveneule
- Acosmetia caliginosa Färberscharteneule
- Actinotia radiosa Trockenrasen-Johanniskrauteule
- Alcis jubata Bartflechten-Baumspanner
- Amphipyra livida Tiefschwarze Glanzeule
- Anarta cordigera Moorbunteule
- Aporophyla lueneburgensis Heidekraut-Glattrückeneule
- Arctia villica Schwarzer Bär
- Arethusana arethusa Rotbindiger Samtfalter
- Argynnis laodice Östlicher Perlmuttfalter
- Artiora evonymaria Pfaffenhütchen-Wellrandspanner
- Brenthis daphne Brombeer-Perlmuttfalter
- Calyptra thalictri Wiesenrauten-Kapuzeneule
- Carcharodus floccifera Heilziest-Dickkopffalter
- Carcharodus lavatherae Loreley-Dickkopffalter
- Carsia sororiata Moosbeerenspanner
- Catocala pacta Bruchweidenkarmin
- Chariaspilates formosaria Moorwiesen-Striemenspanner
- Chelis maculosa Fleckenbär
- Cleoceris scoriacea Gebänderte Graslilieneule
- Cleorodes lichenaria Grüner Rindenflechten-Spanner
- Conistra veronicae Eintönige Wintereule
- Cucullia gnaphalii Goldruten-Mönch
- Cupido osiris Kleiner Alpen-Bläuling
- Cycnia sordida Alpen-Fleckleibbär
- Dyscia fagaria Heidekraut-Fleckenspanner
- Epirrhantis diversata Bunter Espen-Frühlingsspanner
- Erebia epiphron epiphron Brocken-Mohrenfalter
- Eremobina pabulatricula Helle Pfeifengras-Büscheleule
- Eriogaster rimicola Eichen-Wollafter
- Eucarta amethystina Amethysteule
- Euchalcia consona Mönchskraut-Metalleule
- Euxoa lidia Schwärzliche Erdeule
- Euxoa vitta Steppenrasen-Erdeule
- Fagivorina arenaria Rotbuchen-Flechten-Baumspanner
- Gastropacha populifolia Pappelglucke
- Gortyna borelii Haarstrangwurzeleule
- Hadena irregularis Gipskraut-Kapseleule
- Hadena magnolii Nelken-Kapseleule
- Heliothis maritima warneckei Warneckes Heidemoor-Sonneneule
- Heterogynis penella Kleiner Mottenspinner
- Hipparchia alcyone Kleiner Waldportier
- Hipparchia fagi Großer Waldportier
- Hipparchia statilinus Eisenfarbener Samtfalter
- Hyles vespertilio Fledermausschwärmer
- Hyphoraia aulica Hofdame (Schmetterling)
- Hypoxystis pluviaria Blassgelber Besenginsterspanner
- Idaea contiguaria Fetthennen-Felsflur-Kleinspanner
- Jordanita chloros Kupferglanz-Grünwidderchen
- Lamellocossus terebra Zitterpappel-Holzbohrer
- Lamprosticta culta Obsthaineule
- Lemonia taraxaci Löwenzahnspinner
- Lithophane lamda Gagelstrauch-Moor-Holzeule
- Luperina dumerilii Dumerils Graswurzeleule
- Lycaena helle Blauschillernder Feuerfalter
- Malacosoma franconica Frankfurter Ringelspinner
- Meganephria bimaculosa Zweifleckige Plumpeule
- Nola cristatula Wasserminzen-Kleinbärchen
- Nola subchlamydula Gamander-Kleinbärchen
- Nycteola degenerana Salweiden-Wicklereulchen
- Nymphalis xanthomelas Östlicher Großer Fuchs
- Ocneria rubea Rostspinner
- Odontognophos dumetata Kreuzdorn-Steinspanner
- Orbona fragariae Große Wintereule
- Orgyia antiquiodes Heide-Bürstenspinner
- Paidia rica Mauer-Flechtenbärchen
- Panchrysia deaurata Große Wiesenrauten-Goldeule
- Parnassius phoebus Hochalpen-Apollofalter
- Parocneria detrita Rußspinner
- Pericallia matronula Augsburger Bär
- Periphanes delphinii Rittersporn-Sonneneule
- Phyllodesma ilicifolia Weidenglucke
- Polymixis polymita Olivbraune Steineule
- Polyommatus damon Großer Esparsetten-Bläuling
- Polypogon gryphalis Syrmische Spannereule
- Pseudophilotes vicrama Östlicher Quendel-Bläuling
- Pyrgus armoricanus Zweibrütiger Würfeldickkopffalter
- Pyrgus cirsii Spätsommer-Würfeldickkopffalter
- Pyrois cinnamomea Zimt-Glanzeule
- Rhyparioides metelkana Metelkana-Bär
- Schinia cardui Bitterkraut-Sonneneule
- Scolitantides orion Fetthennen-Bläuling
- Scopula decorata Thymian-Steppenrasen-Kleinspanner
- Scopula tesselaria Kuhschellen-Kleinspanner
- Scotopteryx coarctaria Ginsterheiden-Wellenstriemenspanner
- Setina roscida Felshalden-Flechtenbärchen
- Shargacucullia caninae Hundsbraunwurz-Mönch
- Sideridis lampra Bibernell-Bergwieseneule
- Simyra nervosa Schrägflügel-Striemeneule
- Spaelotis clandestina Fehrenbachs Erdeule
- Spudaea ruticilla Graubraune Eichenbuscheule
- Syngrapha microgamma Moor-Goldeule
- Synopsia sociaria Sandrasen-Braunstreifenspanner
- Tephronia cremiaria Punktierter Baumflechtenspanner
- Tephronia sepiaria Totholzflechtenspanner
- Trichosea ludifica Gelber Hermelin
- Valeria jaspidea Schlehen-Jaspiseule
- Xanthia sulphurago Bleich-Gelbeule
- Xestia sincera Fichtenmoorwald-Erdeule
- Yigoga forcipula Felsgeröllhalden-Erdeule
- Zygaena angelicae elegans Elegans-Widderchen

##### Besonders geschützte Schmetterlinge
- Adscita spp. Grünwidderchen – alle heimischen Arten
- Amata phegea Weißfleck-Widderchen
- Apatura ilia Kleiner Schillerfalter
- Apatura iris Großer Schillerfalter
- Aporophyla nigra Schwarze Glattrückeneule
- Arctia spp. 9) Bärenspinner
- Argynnis spp. 9) Perlmuttfalter
- Arichanna melanaria Gefleckter Rauschbeerenspanner
- Boloria spp. Perlmuttfalter – alle heimischen Arten
- Brintesia circe Weißer Waldportier
- Calliteara abietis Fichten-Bürstenspinner
- Carcharodus spp. 9) Dickkopffalter
- Catocala spp. 9) Ordensbänder
- Chazara briseis Berghexe
- Coenonympha spp. 3) Wiesenvögelchen – alle heimischen Arten
- Colias spp. 3) Gelblinge – alle heimischen Arten
- Cucullia spp. 9) Mönchseulen
- Erebia spp. 3) 9) Mohrenfalter
- Eriogaster spp. 3) 9) Wollafter, mit Ausnahme von
  - Eriogaster lanestris Frühlings-Wollafter
- Euphydryas spp. 3) Scheckenfalter – alle heimischen Arten
- Gastropacha spp. 9) Glucken
- Glaucopsyche alexis Alexis- oder Großpunkt-Bläuling
- Hemaris fuciformis Hummelschwärmer
- Hemaris tityus Skabiosenschwärmer
- Hyles spp. 3) 9) Schwärmer
- Iphiclides podalirius Segelfalter
- Jordanita spp. 9) Grünwidderchen
- Lasiommata petropolitana Kleines Braunauge
- Lemonia spp. 9) Habichtskrautspinner und Löwenzahnspinner
- Limenitis camilla Kleiner Eisvogel
- Limenitis populi Großer Eisvogel
- Limenitis reducta Blauschwarzer Eisvogel
- Lycaena spp. 3) 9) Feuerfalter
- Maculinea spp. 3) Ameisen-Bläulinge – alle heimischen Arten
- Malacosoma spp. 9) Ringelspinner, mit Ausnahme von
  - Malacosoma neustria Gewöhnlicher Ringelspinner
- Nola spp. 9) Kleinbärchen
- Nymphalis antiopa Trauermantel
- Nymphalis polychloros Großer Fuchs
- Orgyia spp. 9) Bürstenspinner, mit Ausnahme von
  - Orgyia antiqua Schlehen-Bürstenspinner
- Papilio machaon Schwalbenschwanz
- Pentophera morio Trauerspinner
- Phyllodesma spp. 9) Glucken
- Plebeius spp. (recte Plebejus) Bläulinge – alle heimischen Arten
- Polymixis gemmea Waldrasen-Ziereule
- Polyommatus galloi Mt. Pollino-Bläuling
- Polyommatus humedusae Val di Cogne-Bläuling
- Polyommatus spp. 9) Bläulinge
- Pseudophilotes spp. 9) Bläulinge
- Pyrgus spp. 9) Würfeldickkopffalter
- Rhagades spp. Grünwidderchen – alle heimischen Arten
- Rhyparia purpurata Purpurbär
- Scolitantides spp. 9) Bläulinge
- Setina spp. 9) Flechtenbärchen
- Shargacucullia spp. 9) Mönchseulen
- Stilbia anomala Drahtschmieleneule
- Valeria oleagina Olivgrüne Schmuckeule
- Watsonarctia casta Labkrautbär
- Zygaena spp. 9) Widderchen

9) Alle heimischen Arten, soweit nicht im Einzelnen aufgeführt.

#### Hautflügler
Hymenoptera Hautflügler

##### Besonders geschützte Hautflügler
- Apoidea spp. Bienen und Hummeln – alle heimischen Arten
- Bembix spp. Kreiselwespen – alle heimischen Arten
- Cimbex spp. Knopf- oder Keulhornblattwespen – alle heimischen Arten
- Formica aquilonia Schwachbeborstete Gebirgswaldameise
- Formica bruni
- Formica exsecta Große Kerbameise
- Formica foreli
- Formica forsslundi
- Formica lugubris Starkbeborstete Gebirgswaldameise
- Formica nigricans
- Formica polyctena Kahlrückige Waldameise
- Formica pratensis Große Wiesenameise
- Formica pressilabris Furchenlippige Kerbameise
- Formica rufa Rote Waldameise
- Formica truncorum Strunkameise
- Formica uralensis Uralameise
- Vespa crabro Hornisse

#### Käfer
Coleoptera Käfer

##### Streng geschützte Käfer
- Acmaeodera degener Achtzehnfleckiger Ohnschildprachtkäfer
- Acmaeoderella flavofasciata Weißschuppiger Ohnschild-Prachtkäfer
- Aesalus scarabaeoides Kurzschröter
- Calosoma reticulatum Smaragdgrüner Puppenräuber
- Carabus marginalis Gerandeter Laufkäfer
- Carabus menetriesi Hochmoor-Laufkäfer
- Carabus nodulosus Schwarzer Grubenlaufkäfer
- Cicindina arenaria arenaria Flussufer-Sandlaufkäfer
- Cicindina arenaria viennensis Wiener Sandlaufkäfer
- Clerus mutillarius Eichen-Buntkäfer
- Cylindera germanica Deutscher Sandlaufkäfer
- Dicerca aenea Gelbstreifiger Zahnflügel-Prachtkäfer
- Dicerca furcata Scharfzähniger Zahnflügel-Prachtkäfer
- Dicerca moesta Linienhalsiger Zahnflügel-Prachtkäfer
- Eurythyrea austriaca Grünglänzender Glanz-Prachtkäfer
- Eurythyrea quercus Eckschildiger Glanz-Prachtkäfer
- Gnorimus variabilis Veränderlicher Edelscharrkäfer
- Megopis scabricornis Körnerbock
- Meloe autumnalis Blauschimmernder Maiwurmkäfer
- Meloe cicatricosus Narbiger Maiwurmkäfer
- Meloe coriarius Glänzendschwarzer Maiwurmkäfer
- Meloe decorus Violetthalsiger Maiwurmkäfer
- Meloe hungarus Gelbrandiger Maiwurmkäfer
- Meloe rugosus Mattschwarzer Maiwurmkäfer
- Necydalis major Großer Wespenbock
- Necydalis ulmi Panzers Wespenbock
- Palmar festiva Südlicher Wacholder-Prachtkäfer
- Phytoecia molybdaena Klatschmohn-Walzenhalsbock
- Phytoecia rubropunctata Rotpunktierter Walzenhalsbock
- Phytoecia uncinata Wachsblumenböckchen
- Phytoecia virgula Südlicher Walzenhalsbock
- Protaetia aeruginosa Großer Goldkäfer
- Protaetia affinis Ähnlicher Goldkäfer
- Purpuricenus kaehleri Purpurbock
- Scintillatrix mirifica Wunderbarer Ulmen-Prachtkäfer
- Trachypteris picta Gefleckter Zahnrand-Prachtkäfer
- Trichodes ircutensis Sibirischer Bienenkäfer

##### Besonders geschützte Käfer
- Buprestidae spp. 3) 9) Prachtkäfer, mit Ausnahme von
  - Agrilus biguttatus Zweipunktiger Eichen-Prachtkäfer
  - Agrilus viridis Buchen-Prachtkäfer (Laubholz-Prachtkäfer)
  - Anthaxia quadripunctata Vierpunkt-Kiefern-Prachtkäfer
  - Chrysobothris affinis Goldgruben-Eichen-Prachtkäfer
  - Phaenops cyanea Blauer Kiefern-Prachtkäfer
- Calosoma spp. 9) Puppenräuber
- Carabus spp. 3) 9) – alle europäischen Arten
- Cerambycidae spp. 3) 9) Bockkäfer, mit Ausnahme von
  - Hylotrupes bajulus Hausbock
  - Monochamus spp. Langhornböcke
  - Tetropium spp. Fichtenböcke und Lärchenböcke
- Cetonia aurata Rosenkäfer
- Cicindela spp. Sandläufer – alle heimischen Arten
- Copris lunaris Mondhornkäfer
- Hydrophilus spp. Kolbenwasserkäfer – alle heimischen Arten
- Lucanidae spp. 9) Schröter
- Meloe spp. 9) Maiwurmkäfer
- Oryctes nasicornis Nashornkäfer
- Polyphylla fullo Walker
- Protaetia spp. 9) Goldkäfer
- Sitaris muralis Schmalflügliger Pelzbienenölkäfer
- Trichodes alvearius Zottiger Bienenkäfer
- Typhoeus typhoeus Stierkäfer

3) Ausgenommen die nach § 7 Absatz 2 Nummer 13 Buchstabe b Doppelbuchstabe aa des Bundesnaturschutzgesetzes geschützten Arten und Unterarten.

9) Alle heimischen Arten, soweit nicht im Einzelnen aufgeführt.

#### Libellen
Odonata Libellen

##### Streng geschützte Libellen
- Aeshna caerulea Alpen-Mosaikjungfer
- Aeshna subarctica Hochmoor-Mosaikjungfer
- Ceriagrion tenellum Scharlachlibelle
- Coenagrion armatum Hauben-Azurjungfer
- Coenagrion hylas Bileks Azurjungfer
- Coenagrion mercuriale Helm-Azurjungfer
- Coenagrion ornatum Vogel-Azurjungfer
- Nehalennia speciosa Zwerglibelle
- Orthetrum albistylum Östlicher Blaupfeil
- Somatochlora alpestris Alpen-Smaragdlibelle

##### Besonders geschützte Libellen
- Odonata spp. 3) 9) Libellen
- Brachythemis fuscopalliata Syrische Kurzlibelle
- Calopteryx syriaca Syrische Prachtlibelle

3) Ausgenommen die nach § 7 Absatz 2 Nummer 13 Buchstabe b Doppelbuchstabe aa des Bundesnaturschutzgesetzes geschützten Arten und Unterarten.

9) Alle heimischen Arten, soweit nicht im Einzelnen aufgeführt.

#### Netzflügler
Neuroptera Echte Netzflügler

##### Streng geschützte Netzflügler
- Dendroleon pantherinus Panther-Ameisenjungfer
- Libelloides longicornis Langfühleriger Schmetterlingshaft

##### Besonders geschützte Echte Netzflügler
- Myrmeleontidae spp. 9) Ameisenjungfern

9) Alle heimischen Arten, soweit nicht im Einzelnen aufgeführt.

#### Fangschrecken
Mantodea Fangschrecken

##### Besonders geschützte Fangschrecken
- Mantis religiosa Europäische Gottesanbeterin

#### Springschrecken
Ensifera Langfühlerschrecken und Caelifera Kurzfühlerschrecken

##### Streng geschützte Springschrecken
- Aiolopus thalassinus Grüne Strandschrecke
- Arcyptera fusca Große Höckerschrecke
- Arcyptera microptera Kleine Höckerschrecke
- Bryodema tuberculata Gefleckte Schnarrschrecke
- Epacromius tergestinus Fluss-Strandschrecke
- Ephippiger ephippiger Steppen-Sattelschrecke
- Gampsocleis glabra Heideschrecke
- Modicogryllus frontalis Östliche Grille
- Platycleis montana Steppen-Beißschrecke
- Platycleis tessellata Braunfleckige Beißschrecke
- Ruspolia nitidula Große Schiefkopfschrecke

##### Besonders geschützte Springschrecken
- Calliptamus italicus Italienische Schönschrecke
- Oedipoda caerulescens Blauflügelige Ödlandschrecke
- Oedipoda germanica Rotflügelige Ödlandschrecke
- Psophus stridulus Rotflüglige Schnarrschrecke
- Sphingonotus caerulans Blauflügelige Sandschrecke

### Spinnentiere
Arachnida Spinnentiere

#### Streng geschützte Spinnentiere
- Arctosa cinerea Flussuferwolfspinne
- Dolomedes plantarius
- Philaeus chrysops

#### Besonders geschützte Spinnentiere
- Dolomedes fimbriatus
- Eresus cinnaberinus

### Krebse
Crustacea Krebse

#### Streng geschützte Krebse
- Astacus astacus 7) Edelkrebs
- Branchipus schaefferi Sommerkiemenfuß
- Chirocephalus diaphanus
- Leptestheria dahalacensis Steppen-Muschelschaler
- Lynceus brachyurus Dickbauch-Muschelschaler
- Tanymastix stagnalis

#### Besonders geschützte Krebse
- Austropotamobius torrentium 7) Steinkrebs
- Homarus gammarus 7) Europäischer Hummer
- Ocypode cursor 6) Geisterkrabbe
- Pachylasma giganteum 6)

6) Nur Population des Mittelmeeres.

7) Nur heimische Populationen.

### Weichtiere
Mollusca Weichtiere (Mollusken)

#### Streng geschützte Weichtiere
- Margaritifera margaritifera 7) Flussperlmuschel
- Pseudanodonta complanata 7) Abgeplattete Teichmuschel

#### Besonders geschützte Weichtiere
- Anodonta anatina 7) Flache Teichmuschel
- Anodonta cygnea 7) Gemeine Teichmuschel
- Charonia rubicunda 6) Knotentragende Tritonschnecke
- Charonia tritonis 6) [Tritonshorn (Atlantische Tritonschnecke)
- Dendropoma petraeum 6)
- Erosaria spurca 6)
- Helix aspersa 7) Gefleckte Weinbergschnecke
- Helix pomatia 7) Gewöhnliche Weinbergschnecke
- Luria lurida 6)
- Mitra zonata 6)
- Nucella lapillus 7) Nordische Purpurschnecke
- Patella nigra 6)
- Pholas dactylus 6)
- Pinna pernula 6)
- Pseudanodonta elongata 7) (taxonomisch umstrittene Art)
- Pseudanodonta middendorffi 7) Donau-Teichmuschel (taxonomisch umstrittene Art)
- Ranella olearia 6)
- Schilderia achatidea 6)
- Tonna galea 6)
- Unio pictorum 7) Malermuschel
- Unio tumidus 7) Große Flussmuschel
- Zonaria pyrum 6)

6) Nur Population des Mittelmeeres.

7) Nur heimische Populationen.

### Stachelhäuter
Echinodermata Stachelhäuter

#### Streng geschützte Stachelhäuter
- Solaster papposus Gemeiner Sonnenstern

#### Besonders geschützte Stachelhäuter
- Asterina pancerii 6)
- Echinus esculentus 7) Essbarer Seeigel
- Ophidiaster ophidianus 6)

6) Nur Population des Mittelmeeres.

7) Nur heimische Populationen.

### Nesseltiere
Cnidaria Nesseltiere

#### Besonders geschützte Nesseltiere
- Gerardia savaglia 6)

6) Nur Population des Mittelmeeres.

### Schwämme
Porifera Schwämme

#### Besonders geschützte Schwämme
- Apiysina cavernicola 6)
- Asbestopluma hypogea 6)
- Axinella polypioides 6)
- Petrobiona massiliana 6)

1) Nur europäische wild lebende Populationen.

2) Ausgenommen die nach § 2 Abs. 1 BJagdG dem Jagdrecht unterliegenden Arten.

3) Ausgenommen die nach § 7 Absatz 2 Nummer 13 Buchstabe b Doppelbuchstabe aa des Bundesnaturschutzgesetzes geschützten Arten und Unterarten.

4) Ausgenommen die nach § 7 Absatz 2 Nummer 13 Buchstabe a des Bundesnaturschutzgesetzes geschützten Arten.

5) Besonders geschützte Art auf Grund § 7 Absatz 2 Nummer 13 Buchstabe b Doppelbuchstabe bb des Bundesnaturschutzgesetzes.

6) Nur Population des Mittelmeeres.

7) Nur heimische Populationen.

8) Nur wild lebende Populationen.

spp. – Die Abkürzung spp. (=species) dient der Bezeichnung aller Arten eines höheren Taxons.

## Liste der nach BArtSchV geschützten Pflanzen

### Farnartige Pflanzen und Blütenpflanzen
Pteridophyta Farnartige Pflanzen und Spermatophyta Blütenpflanzen

#### A
- Achillea atrata L. 1) Schwarze Schafgarbe – besonders
- Achillea clavennae L. 8) Bittere Schafgarbe – besonders
- Aconitum spp. 3) 8) Eisenhut – alle europäischen Arten – besonders
- Adonis cyllenea Kyllenisches Adonisröschen – besonders
- Adonis vernalis L. 8) Frühlings-Adonisröschen – besonders
- Alkanna pinardii Pinardi-Alkannawurzel – besonders
- Allium angulosum L. 8) Kantiger Lauch – besonders
- Allium crameri Cramers Lauch – streng
- Allium lineare L. Steifer Lauch – besonders
- Allium regelianum A. Becker Regels Lauch – besonders
- Allium senescens L. subsp. montanum 8) Berg-Lauch – besonders
- Allium vuralii Kit Tan Vurals Lauch – besonders
- Althaea officinalis L. 8) Echter Eibisch – besonders
- Alyssum montanum L. 8) Berg-Steinkraut – besonders
- Alyssum saxatile L. 8) Felsensteinkraut – besonders
- Anagallis tenella (L.) L Zarter Gauchheil – streng
- Androsace spp. 3) 8) Mannsschilde – alle heimischen Arten – besonders, mit Ausnahme von
  - Androsace elongata L. Langgestielter Mannsschild
  - Androsace maxima L. Großer Mannsschild
  - Androsace sepentrionalis L. Nordischer Mannsschild
- Anemone narcissiflora L. 8) Narzissen-Windröschen – besonders
- Anemone sylvestris L. 8) Großes Windröschen – besonders
- Anemone uralensis Ural-Windröschen – besonders
- Antennaria dioica (L.) 8) Gewöhnliches Katzenpfötchen – besonders
- Anthericum liliago L. 8) Astlose Graslilie – besonders
- Anthericum ramosum L. 8) Ästige Graslilie – besonders
- Apium inundatum (L.) Flutender Sellerie – besonders
- Aquilegia ottonis (ssp. Taygetea) Strid 8) Taygetos-Akelei – streng
- Aquilegia spp. 3) 8) Akeleien – alle europäischen Arten, soweit nicht im Einzelnen aufgeführt – besonders
- Arctostaphylos uva-ursi (L.) Spreng. 8) Echte Bärentraube – besonders
- Armeria maritima ssp. pur-purea 8) Ried-Grasnelke – streng
- Armeria spp. 3) 8) Grasnelken – alle europäischen Arten, soweit nicht im Einzelnen aufgeführt – besonders
- Arnica montana L. 8) Arnika, Berg-Wohlverleih – besonders
- Artemisia rupestris L. 8) Felsen-Beifuß – streng
- Artemisia umbelliformis 8) Echte Edelraute – besonders
- Asplenium azoricum Azoren-Streifenfarn – besonders
- Asplenium ceterach L. 8) Milzfarn – besonders
- Asplenium cuneifolium Viv. Serpentin-Streifenfarn – besonders
- Asplenium fissum Kit. ex Willd. Zerschlitzter Streifenfarn – besonders
- Asplenium fontanum (L.) Bernh. 8) Jura-Streifenfarn – besonders
- Asplenium foreziense Legrand 8) Foreser-Streifenfarn – besonders
- Asplenium obovatum ssp. lanceolatum Silva Lanzettblättriger Streifenfarn – besonders
- Asplenium scolopendrium L. 8) Hirschzunge – besonders
- Aster alpinus L. 8) Alpen-Aster – besonders
- Aster amellus L. 8) Berg-Aster – besonders
- Aster sibiricus L. 8) Sibirische Aster – streng
- Astragalus arenarius L. Sand-Tragant – besonders

#### B
- Betula nana L. 8) Zwerg-Birke – besonders
- Biscutella laevigata L. 8) Gewöhnliche Brillenschote – besonders
- Botrychium matricariifolium A. Braun Ästiger Rautenfarn – streng
- Botrychium multifidum Vielteiliger Rautenfarn – streng
- Botrychium spp. 3) Rautenfarne, alle europäischen Arten, soweit nicht im Einzelnen aufgeführt – besonders
- Brimeura spp. 8) Brimeura – alle Arten – besonders
- Buxus sempervirens L. 7) 8) Buchsbaum – besonders

#### C
- Calla palustris L. 8) Drachenwurz, Sumpf-Schlangenwurz – besonders
- Calystegia soldanella (L.) R. Br. Strandwinde – streng
- Campanula bononiensis L. 8) Bologneser Glockenblume – besonders
- Campanula cervicaria L. 8) Borstige Glockenblume – besonders
- Campanula lanata Friv. 8) Wollige Glockenblume – besonders
- Campanula latifolia L. 8) Breitblättrige Glockenblume – besonders
- Campanula thyrsoides L. 8) Strauß-Glockenblume – besonders
- Carex baldensis L. 8) Monte-Baldo-Segge – besonders
- Carlina acaulis L. 8) Silberdistel – besonders
- Carlina diae (Rech. f.) Meusel & Kästner Dhia-Eberwurz, Kretische Eberwurz – besonders
- Centaurium spp. 8) Tausendgüldenkraut – alle heimischen Arten – besonders
- Chimaphila umbellata (L.) Barton 8) Doldiges Winterlieb – besonders
- Chionodoxa luciliae Boiss. 8) Lydischer Schneestolz – besonders
- Clematis alpina L. 8) Alpen-Waldrebe – besonders
- Cochlearia spp. 8) Löffelkraut – alle heimischen Arten – besonders
- Cornus suecica L. 8) Schwedischer Hartriegel – besonders
- Cortusa matthioli L. 8) Alpenheilglöckchen – besonders
- Cotoneaster integerrimus Medicus 8) Gewöhnliche Zwergmispel – besonders
- Crambe maritima L. 8) Gewöhnlicher Meerkohl – besonders
- Crocus spp. 3) 8) Krokusse – alle Arten – besonders
- Cryptogramma crispa (L.) 8) Krauser Rollfarn – besonders
- Cystopteris montana (Lam.) Desv. Berg-Blasenfarn – besonders
- Cystopteris sudetica A. Br. & Milde Sudeten-Blasenfarn – besonders

#### D
- Daphne spp. 3) 8) Seidelbaste – alle europäischen Arten – besonders
- Delphinium elatum L. 8) Hoher Rittersporn – besonders
- Dendranthema zawadskyi Zawadskys Wucherblume – besonders
- Dianthus spp. 3) 8) Nelken – alle europäischen Arten – besonders
- Dictamnus albus L. 8) Diptam – besonders
- Digitalis grandiflora Mill. 8) Großblütiger Fingerhut – besonders
- Digitalis lutea L. 8) Gelber Fingerhut – besonders
- Draba spp. 3) 8) excl.Draba muralis L. et Draba nemorosa L. Felsenblümchen – alle europäischen Arten – besonders, mit Ausnahme von
  - Draba muralis L. Mauer-Felsenblümchen
  - Draba nemorosa L. Hain-Felsenblümchen
- Dracocephalum ruyschiana L. 8) Nordischer Drachenkopf – besonders
- Drosera spp. 8) Sonnentaue – alle heimischen Arten – besonders
- Dryopteris cristata (L.) A. Gray 8) Kammfarn – besonders

#### E – G
- Eryngium campestre L. 8) Feld-Mannstreu – besonders
- Eryngium maritimum L. 8) Strand-Mannstreu oder Stranddistel – besonders
- Euphorbia lucida Waldstein & Kitaibel 8) Glanz-Wolfsmilch – besonders
- Euphorbia palustris L. 8) Sumpf-Wolfsmilch – besonders
- Fritillaria spp. 3) 8) Schachblumen – alle Arten – besonders
- Gentiana lutea L. 8) Gelber Enzian – besonders
- Gentiana spp. 3) 8) Enziane – alle europäischen Arten, soweit nicht im Einzelnen aufgeführt – besonders
- Gentianella lutescens (Velenovsky) Holub Gelblicher Enzian – streng
- Gladiolus spp. 3) 8) Gladiolen, Siegwurze – alle europäischen Arten – besonders
- Globularia spp. 3) 8) Kugelblumen – alle europäischen Arten – besonders
- Gratiola officinalis L. 8) Gottes-Gnadenkraut – besonders
- Gypsophila fastigiata L. 8) Ebensträußiges Gipskraut – besonders

#### H
- Haberlea rhodopensis Friv. 8) Rhodope-Haberlea – besonders
- Helianthemum apenninum (L.) Miller 8) Apenninen-Sonnenröschen – besonders
- Helianthemum arcticum (Grosser) Janchen Arktisches Sonnenröschen – besonders
- Helianthemum canum (L.) Baumg. 8) Graues Sonnenröschen – besonders
- Helichrysum arenarium (L.) Moench 8) Sand-Strohblume – besonders
- Helleborus spp. L. 8) Nieswurze, Christrosen – alle europäischen Arten – besonders
- Hepatica nobilis Schreber 8) Leberblümchen – besonders
- Horminium pyrenaicum L. 8) Pyrenäen-Drachenmaul – besonders
- Hottonia palustris L. 8) Wasserfeder, Wasserprimel – besonders
- Hymenophyllum tunbrigense (L.) Smith Hautfarn – streng
- Hypericum elodes L. 8) Sumpf-Johanniskraut – besonders

#### I, J
- Ilex aquifolium L. 8) Stechpalme – besonders
- Inula germanica L. 8) Deutscher Alant – besonders
- Iris lortetii Barbey Lortets Schwertlilie – streng
- Iris spp. 3) 8) Schwertlilien – alle Arten, soweit nicht im Einzelnen aufgeführt – besonders
- Iris spuria L. 8) Wiesen-Schwertlilie – streng
- Iris variegata L. 8) Bunte Schwertlilie – streng
- Isoëtes lacustris L. See-Brachsenkraut – besonders
- Jovibarba spp. 8) Fransenhauswurze – alle europäischen Arten – besonders
- Juncus stygius L. 8) Moor-Binse – streng
- Juniperus cedrus Webb & Berthel. 8) Zedern-Wacholder – streng

#### L
- Laser trilobum (L.) Borkh. 8) Rosskümmel – besonders
- Lathyrus bauhinii Genty Schwert-Platterbse – besonders
- Lathyrus maritimus Bigelow 8) Strand-Platterbse – besonders
- Lathyrus palustris L. 8) Sumpf-Platterbse – besonders
- Lathyrus pannonicus (Jacq.) Garcke 8) Ungarische Platterbse – besonders
- Ledum palustre L. 8) Sumpfporst – besonders
- Leontopodium alpinum Cass. 8) Alpen-Edelweiß – besonders
- Leucojum spp. 3) 8) Knotenblumen, Märzenbecher – alle europäischen Arten – besonders
- Lilium spp. 8) Lilien – alle Arten – besonders
- Limonium anatolicum Hedge Anatolischer Strandflieder – streng
- Limonium preauxii (Webb & Berthel.) O. Kuntze Preaux' Strandflieder – streng
- Limonium spp. 3) 8) Strandflieder – alle europäischen Arten, soweit nicht im Einzelnen aufgeführt – besonders
- Linnaea borealis L. 8) Moosglöckchen – besonders
- Linum flavum L. 8) Gelber Lein – streng
- Linum perenne L. 8) Ausdauernder Lein – streng
- Linum spp. 3) 8) Lein – alle europäischen Arten, soweit nicht im Einzelnen aufgeführt – besonders, mit Ausnahme von
  - Linum catharticum L. Purgier-Lein
- Lloydia serotina (L.) Reichenb. Späte Faltenlilie – besonders
- Lobelia dortmanna L. 8) Wasser-Lobelie – streng
- Lomatogonium carinthiacum (Wulf.) Kärntner Tauernblümchen – besonders
- Lunaria rediviva L. 8) Ausdauerndes Silberblatt – besonders
- Lycopodiales spp. Bärlappgewächse, Bärlapp, – alle heimischen Arten – besonders

#### M, N
- Matteuccia struthiopteris (L.) Todaro 8) Straußenfarn – besonders
- Melittis melissophyllum L. 8) Immenblatt – besonders
- Menyanthes trifoliata L. 8) Fieberklee – besonders
- Muscari spp. 3) 8) Traubenhyazinthen – alle europäischen Arten – besonders
- Narcissus spp. 3) 8) Narzissen – alle europäischen Arten – besonders
- Narthecium ossifragum (L.) Huds. 8) Beinbrech, Ährenlilie – besonders
- Nuphar lutea (L.) Sm. 8) Gelbe Teichrose – besonders
- Nuphar pumila (Timm) DC. 8) Kleine Teichrose – streng
- Nymphaea alba L. 8) Weiße Seerose – besonders
- Nymphaea candida K. PresI. 8) Kleine Seerose – besonders
- Nymphoides peltata (S. G. Gmel.) O. Kuntze 8) Seekanne – besonders

#### O
- Oenothera coronifera Renner Kronen-Nachtkerze – besonders
- Onosma arenaria Waldstein & Kitaibel 8) Sand-Lotwurz – streng
- Onosma elegantissima Rech. fil. & Goulimy Zierliche Lotwurz – streng
- Onosma spp. 3) 8) Lotwurzen – alle europäischen Arten – besonders
- Osmunda regalis L. 8) Königsfarn – besonders
- Oxytropis pilosa (L.) DC. Zottige Fahnenwicke – besonders

#### P
- Papaver alpinum L. 8) Alpen-Mohn – besonders
- Papaver lapponicum (Tolm.) Nordh. 8) Lappland-Mohn – besonders
- Parnassia palustris L. 8) Sumpf-Herzblatt – besonders
- Pedicularis sceptrum-carolinum L. Karlszepter – streng
- Pedicularis spp. 3) 8) Läusekraut, Läusekräuter – alle europäischen Arten, soweit nicht im Einzelnen aufgeführt – besonders
- Petrocallis pyrenaica (L.) R. Br. 8) Pyrenäen-Steinschmückel – besonders
- Pinguicula alpina L. 8) Alpen-Fettkraut – besonders
- Pinguicula vulgaris L. 8) Gemeines Fettkraut – besonders
- Polemonium caeruleum L. 8) Blaue Himmelsleiter – besonders
- Polystichum spp. 8) Schildfarne – alle heimischen Arten – besonders
- Primula spp. 3) 8) Primeln, Schlüsselblumen – alle europäischen Arten – besonders
- Pulmonaria angustifolia L. 8) Schmalblättriges Lungenkraut – besonders
- Pulmonaria mollis Wulfen ex Hornem. 8) Weiches Lungenkraut – besonders
- Pulmonaria montana Lejeune 8) Berg-Lungenkraut – besonders
- Pulsatilla alba Reichenb. 8) Kleinblütige Küchenschelle – streng
- Pulsatilla spp. 3) 8) Küchenschellen – alle europäischen Arten, soweit nicht im Einzelnen aufgeführt – besonders
- Pulsatilla vernalis (L.) Miller 8) Frühlings-Küchenschelle – streng

#### R
- Ranunculus lingua L. 8) Zungen-Hahnenfuß – besonders
- Rhazya orientalis (Decne) A. DC. 8) Orientalische Rhazye – besonders
- Rheum rhaponticum L. 8) Pontischer Rhabarber – besonders
- Rubus chamaemorus L. 7) 8) Moltebeere – streng

#### S
- Salvinia natans (L.) All. 8) Schwimmfarn – besonders
- Saxifraga spp. 3) 8) Steinbrech – alle europäischen Arten – besonders, mit Ausnahme von
  - Saxifraga tridactylites L. Finger-Steinbrech
- Scheuchzeria palustris L. Blasenbinse – besonders
- Scilla spp. 3) 8) (incl. Hyacinthoides spp.) Blausterne (einschl. Hasenglöckchen) – alle Arten, soweit nicht im Einzelnen aufgeführt – besonders
- Scorzonera austriaca Willd. 8) Österreichische Schwarzwurzel – streng
- Scorzonera hispanica L. 8) Spanische Schwarzwurzel – besonders
- Scorzonera humilis L. 8) Niedrige Schwarzwurzel – besonders
- Scorzonera purpurea L. 8) Violette Schwarzwurzel – streng
- Sempervivum spp. 8) Hauswurze, alle europäischen Arten – besonders
- Senecio incanus ssp. carniolicus Willd. 8) Krainer Greiskraut – besonders
- Soldanella spp. 8) Alpenglöckchen, Troddelblumen – alle heimischen Arten – besonders
- Stipa dasyphylla (Lindem.) Trautv. Weichhaariges Federgras – streng
- Stipa ssp. 3) 8) Federgräser, Pfriemengras – alle europäischen Arten, soweit nicht im Einzelnen aufgeführt – besonders
- Stratiotes aloides L. 8) Krebsschere – besonders
- Swertia perennis L. 8) Blauer Sumpfstern – besonders

#### T – W
- Taxus baccata L. 8) Eibe – besonders
- Trapa natans L. 8) Wassernuss – besonders
- Trollius europaeus L. 8) Trollblume – besonders
- Tulipa spp. 3) 8) Tulpen – alle Arten – besonders
- Utricularia bremii Heer Bremis Wasserschlauch – streng
- Utricularia ochroleuca Hartm. 8) Ockergelber Wasserschlauch – besonders
- Veronica longifolia L. 8) Langblättriger Ehrenpreis – besonders
- Veronica spicata L. 8) Ähriger Ehrenpreis – besonders
- Viola calcarata L. 8) Gesporntes Veilchen – besonders
- Viola guestphalica Nauenburg Violettes Galmeiveilchen – besonders
- Viola lutea Huds. ssp. calaminaria (Ging. in DC.) Rothm. Gelbes Galmeiveilchen – besonders
- Vitis vinifera L. ssp. sylvestris (C. C. Gmelin) Hegi 8) Wilde Weinrebe – streng
- Wahlenbergia hederacea (L.) Rchb. 8) Efeu-Moorglöckchen – besonders
- Woodsia spp. 8) Wimperfarne – alle heimischen Arten – besonders

3) Ausgenommen die nach § 7 Absatz 2 Nummer 13 Buchstabe b Doppelbuchstabe aa des Bundesnaturschutzgesetzes geschützten Arten und Unterarten.

8) Nur wild lebende Populationen.

### Moose
Bryophyta Moose
- Hylocomium spp. 8) Hainmoose – alle heimischen Arten – besonders
- Leucobryum spp. 8) Weißmoose – alle heimischen Arten – besonders
- Sphagnum spp. 8) Torfmoose – alle heimischen Arten – besonders

8) Nur wild lebende Populationen.

## Liste der nach BArtSchV geschützten Flechten und Pilze

### Flechten
Lichenes Flechten
- Anaptychia spp. Wimperflechten – besonders
- Cetraria spp. Moosflechten – besonders
- Cladina spp. (Cladonia sect. Cladina) 8) Rentierflechten – besonders
- Lobaria pulmonaria L. (Hoffm.) Echte Lungenflechte – streng
- Lobaria spp. Lungenflechten – alle heimischen Arten, soweit nicht im Einzelnen aufgeführt – besonders
- Parmelia spp. Schüsselflechten – alle heimischen Arten – besonders
- Usneaceae spp. (inkl. Ramalinacea) Bartflechten – alle heimischen Arten – besonders

8) Nur wild lebende Populationen.

### Pilze
Fungi Pilze
- Albatrellus spp. 7) 8) Schaf-Porling, Semmel-Porlinge – alle heimischen Arten – besonders
- Amanita caesarea (Scop. ex Fr.) Pers. ex Schw. 7) 8) Kaiserling – besonders
- Boletus aereus Bull. ex Fr. 7) 8) Weißer Bronze-Röhrling – besonders
- Boletus appendiculatus Schff. ex Fr. 7) 8) Gelber Bronze-Röhrling – besonders
- Boletus edulis Bull. ex Fr. 7) 8) Steinpilz – besonders
- Boletus fechtneri Vel. 7) 8) Sommer-Röhrling – besonders
- Boletus regius Krbh. 7) 8) Echter Königs-Röhrling – besonders
- Boletus speciosus Frost 7) 8) Blauender Königs-Röhrling – besonders
- Cantharellus spp. 7) 8) Pfifferlinge – alle heimischen Arten – besonders
- Gomphus clavatus (Pers. ex Fr.) S. F. Grey 7) 8) Schweinsohr – besonders
- Gyrodon lividus (Bull. ex Fr.) Sacc. 7) 8) Erlen-Grübling – besonders
- Hygrocybe spp. 7) 8) Saftlinge – alle heimischen Arten – besonders
- Hygrophorus marzuolus (fr.) Bres. 7) 8) März-Schneckling – besonders
- Lactarius volemus Fr. 7) 8) Brätling – besonders
- Leccinum spp. 7) 8) Birkenpilze und Rotkappen – alle heimischen Arten – besonders
- Morchella spp. 7) 8) Morcheln – alle heimischen Arten – besonders
- Tricholoma flavovirens (Pers. ex Fr.) Lund & Nannf. 7) 8) Grünling – besonders
- Tuber spp. 7) 8) Trüffel – alle heimischen Arten – besonders

7) Nur heimische Populationen.

8) Nur wild lebende Populationen.